# Englische Fußballnationalmannschaft (U-21-Männer)
Die englische U-21-Fußballnationalmannschaft ist eine Auswahlmannschaft englischer Fußballspieler. Sie untersteht der The Football Association, dem englischen Fußballverband, und repräsentiert ihn auf der U-21-Ebene, in Freundschaftsspielen gegen die Auswahlmannschaften anderer nationaler Verbände, aber auch bei der Europameisterschaft des europäischen Kontinentalverbandes UEFA oder der Fußball-Weltmeisterschaft der FIFA. Spielberechtigt sind Spieler, die ihr 21. Lebensjahr noch nicht vollendet haben. Bei Turnieren ist das Alter beim ersten Qualifikationsspiel maßgeblich.

## Geschichte
Die englische U21 wurde 1976 gegründet. Grund dafür waren die Neuordnung und Regelung der UEFA in diesem Jahr, die die Altersbegrenzung von 23 auf 21 herabsenkte. Zuvor gab es bereits eine U23, in der die Ursprünge der heutigen U-21-Auswahl liegen.
Ihr erstes Spiel absolvierte die Auswahl am 15. Dezember 1976 gegen den Nachbarn aus Wales. Im Molineux Stadium von Wolverhampton trennte man sich 0:0-Unentschieden.
Für die Europameisterschaft 2002 in der Schweiz konnte sich die englische Mannschaft qualifizieren. Allerdings schied sie bereits nach der Vorrunde vom Turnier aus. Nachdem im ersten Spiel Gastgeber Schweiz durch Tore von Jermain Defoe und Peter Crouch 2:1 geschlagen wurde, wurden die Partien gegen Italien und Portugal mit 1:2 bzw. 1:3 verloren. Somit verpasste die Mannschaft als letzter der Gruppe A das Viertelfinale.
Für die Qualifikation zur Europameisterschaft 2006 wurde England mit Deutschland, Österreich, Polen, Wales und Aserbaidschan in die Gruppe 6 gelost. Sechs Siegen standen drei Unentschieden und eine Niederlage gegenüber. Außerdem wurde ein Torverhältnis von 21:7 erspielt. Nach zehn Spielen reichte diese Bilanz für den 2. Platz. Als einer der besten Zweitplatzierten zog die Mannschaft trotzdem in die Play-off-Runde ein. Gegen den Tabellenersten aus Deutschland endeten beide Partien mit einem Remis. Die einzige Niederlage gab es gegen Österreich am vorletzten Spieltag durch ein 1:2 auf heimischen Boden. Im Relegationsspiel kam es zum Treffen mit Frankreich. Nachdem das Hinspiel 1:1 endete, verloren die Inselfußball den zweiten Vergleich mit 1:2.
Da nach der EM 2006 bereits 2007 die nächste Europameisterschaft stattfinden sollte, wurde diese Qualifikation in einem Schnellverfahren ausgespielt. Angefangen mit einer Vorrunde, über eine kurze Gruppenphase mit drei Mannschaften und den Play-off-Spielen. England brauchte erst in der Gruppenphase einsteigen. In der Gruppe 8 wurde ihnen Moldawien und die Schweiz zugelost. Es fand nur ein Spiel gegen jede Mannschaft statt, so dass die Teams je einmal auswärts spielten und einmal Heimrecht hatten. In der ersten Partie enttäuschten die Engländer und kamen nicht über ein 2:2 gegen Moldawien hinaus. Da diese gegen die Schweiz verloren, war es für die Engländer Pflicht im letzten Spiel dieser Gruppe gegen die Schweiz zu gewinnen. Man setzte sich schließlich mit 3:2 durch und sicherte sich den ersten Platz. In der Relegation kam es wieder zum Aufeinandertreffen mit dem DFB. Am 6. November 2006 ging der erste Vergleich durch einen Treffer von Leighton Baines an die jungen Löwen. Auch die zweite Spiel, vier Tage später, entschied die Mannschaft, durch späte Treffer von Theo Walcott, mit 2:0 für sich.
Bei der Endrunde mussten sich die Engländer in der Gruppe B mit Serbien, Italien und Tschechien messen. Mit zwei Unentschieden startete die Mannschaft eher unglücklich in den Wettbewerb. Um im Turnier verweilen zu können, musste am letzten Spieltag gegen Serbien, welches sich bereits qualifizierte, gewonnen werden. Leroy Lita und Matt Derbyshire schossen die wichtigen Tore und sicherten damit den Einzug in das Halbfinale. Dort war Gastgeber Niederlande der nächste Gegner. Nachdem Leroy Lita bereits in der 39. Minute das 1:0 für England erzielte, glich Maceo Rigters die Partie erst in der 89. Minute aus. Die Verlängerung brachte keinen Sieger, so dass das Elfmeterschießen entscheiden musste. Nach 12:12 verschoss Matt Derbyshire aus Sicht der Engländer, aber auch Daniël de Ridder behielt die Nerven nicht und der Sieger musste weiter ermittelt werden. Nachdem Anton Ferdinand als dritter Schütze in Folge nicht treffen konnte, entschied Maceo Rigters die Partie zu Gunsten der Jong Oranje.
Ebenso konnte sich England für die U-21-Fußball-Europameisterschaft 2013 in Israel qualifizieren. Das Aufgebot für die EM umfasste zwar eine Reihe von Spielern aus der Premier League, allerdings wurden spielberechtigte Spieler wie Alex Oxlade-Chamberlain, Danny Welbeck und Kyle Walker aufgrund ihrer Rolle in der A-Nationalmannschaft nicht nominiert, Raheem Sterling und Callum McManaman fielen wegen Verletzungen aus. Mit drei Niederlagen schied die Mannschaft bereits in der Vorrunde aus, woraufhin der Vertrag mit Trainer Stuart Pearce nicht verlängert wurde. Stattdessen wurde Gareth Southgate am 22. August 2013 als neuer Trainer vorgestellt.

## Trivia
Die Rekordzuschauerzahl, vor der die U21-Auswahl bisher spielte, wurde am 24. März 2007 gesetzt. Damals war Italiens U21 als Gast im neuen Wembley-Stadion, als die Teams vor 60.000 Besuchern spielten. Dies stellt auch die weltweite Rekordkulisse eines U-21-Nationalteams in der bisherigen Geschichte dar.

## Teilnahme an Europameisterschaften

### Teilnahme bei U-21-Europameisterschaften
| 1978                         | Halbfinale         |
| 1980                         | Halbfinale         |
| 1982                         | Sieger             |
| 1984                         | Sieger             |
| 1986                         | Halbfinale         |
| 1988                         | Halbfinale         |
| 1990                         | nicht qualifiziert |
| 1992                         | nicht qualifiziert |
| 1994 in Frankreich           | nicht qualifiziert |
| 1996 in Spanien              | nicht qualifiziert |
| 1998 in Rumänien             | nicht qualifiziert |
| 2000 in der Slowakei         | Vorrunde           |
| 2002 in der Schweiz          | Vorrunde           |
| 2004 in Deutschland          | nicht qualifiziert |
| 2006 in Portugal             | nicht qualifiziert |
| 2007 in den Niederlanden     | Halbfinale         |
| 2009 in Schweden             | Finale             |
| 2011 in Dänemark             | Vorrunde           |
| 2013 in Israel               | Vorrunde           |
| 2015 in Tschechien           | Vorrunde           |
| 2017 in Polen                | Halbfinale         |
| 2019 in Italien & San Marino | Vorrunde           |
| 2021 in Slowenien & Ungarn   | Vorrunde           |
| 2023 in Georgien & Rumänien  | Sieger             |
| 2025 in Slowakei             | Sieger             |

Bemerkung: Zwischen 1978 und 1992 wurde die Endrunde einer U-21-Europameisterschaft nicht in einem Land ausgetragen, sondern durch Hin- und Rückspiele in den jeweiligen teilnehmenden Nationen absolviert.

## Bisherige Trainer
- Dave Sexton (1977–1990)
- Lawrie McMenemy (1990–1993)
- Dave Sexton (1994–1996)
- Peter Taylor (1996–1999)
- Peter Reid (1999)
- Howard Wilkinson (1999–2001)
- David Platt (2001–2004)
- Peter Taylor (2004–2007)
- Stuart Pearce (2007–2013)
- Gareth Southgate (2013–2017)
- Aidy Boothroyd (2017–2021)
- Lee Carsley (2021–heute)

Der bisher erfolgreichste Trainer der Young Lions war Dave Sexton, der während der Betreuung der U21 auch die Premier-League-Klubs Manchester United (1977–1981) und Coventry City (1981–1983) trainierte. 1990 gab er sein Amt in die Hände von Lawrie McMenemy weiter, kehrte aber nochmals für drei Jahre als Trainer der Junioren zurück.
Sein zweiter Nachfolger wurde Peter Taylor. Obwohl es die Mannschaft zu keinem Titel schaffte, erreichte er mit ihr eine beachtliche Bilanz. Für eine kurze Zeit wurde das Team von Peter Reid betreut, der sein Amt aber nach nicht mal einem Jahr an Howard Wilkinson weitergab. Dieser schaffte nur vier Siege in zehn Pflichtspielen und musste daraufhin seinen Platz für David Platt räumen. Platt hatte nur wenige Erfolge und wurde nochmals durch Tayler abgelöst. Da dieser damals auch in Verbindung zu Crystal Palace stand und auch für diesen arbeitete, entschied Steve McClaren, der damalige A-Nationaltrainer, ihn gegen einen Vollzeittrainer auszutauschen. Am 1. Februar 2007 wurde Stuart Pearce als Cheftrainer vorgestellt, obwohl auch er nur Teilzeit für die U21 arbeitete, da er noch bei Manchester City angestellt war. Ihm zur Seite wurde Nigel Pearson, Co-Trainer von Newcastle United, gestellt. Am 14. Mai 2007 wurde Pearce als Teammanager von Manchester City entlassen. Zwei Monate später, am 19. Juli, wurde er zum Vollzeit-Cheftrainer der Junioren-Auswahl ernannt. Diese leitete er sechs Jahre lang und wurde anschließend von Gareth Southgate beerbt, der zuletzt 2009 den FC Middlesbrough trainierte.

## Rekordspieler

### Meiste Länderspiele
| Platz | Spieler                                                    | Damaliger Verein/Vereine                                                         | U21-Spiele |
| ----- | ---------------------------------------------------------- | -------------------------------------------------------------------------------- | ---------- |
| 1     | James Milner                                               | Leeds United, Newcastle United, Aston Villa                                      | 46         |
| 2     | Tom Huddlestone Fabrice Muamba                             | Derby County, Tottenham Hotspur Birmingham City, Bolton Wanderers                | 33         |
| 4     | Michael Mancienne                                          | FC Chelsea, Hamburger SV                                                         | 30         |
| 5     | Scott Carson Steven Taylor Danny Rose                      | Leeds United, Liverpool Newcastle United Tottenham Hotspur                       | 29         |
| 8     | Jamie Carragher Gareth Barry Jordan Henderson Jack Butland | FC Liverpool Aston Villa FC Sunderland, FC Liverpool Birmingham City, Stoke City | 27         |

### Meiste Länderspieltore
| Platz | Spieler                                | Damaliger Verein/Vereine                                                                    | U21-Tore |
| ----- | -------------------------------------- | ------------------------------------------------------------------------------------------- | -------- |
| 1     | Alan Shearer Francis Jeffers           | FC Southampton FC Everton, FC Arsenal                                                       | 13       |
| 3     | Saido Berahino                         | West Bromwich Albion                                                                        | 10       |
| 4     | Frank Lampard Darren Bent James Milner | West Ham United Ipswich Town, Charlton Athletic Leeds United, Newcastle United, Aston Villa | 9        |
| 7     | Harry Kane Mark Hateley Carl Cort      | Tottenham Hotspur Coventry City, FC Portsmouth FC Wimbledon                                 | 8        |
| 10    | Mark Robins Shola Ameobi Jermain Defoe | Manchester United Newcastle United West Ham United                                          | 7        |